# Železniška proga Divača–Koper
Železniška proga Divača–Koper je ena izmed železniških prog, ki sestavljajo železniško omrežje v Sloveniji. Začetna železniška postaja je Divača, medtem ko je končna železniška postaja Koper.
Ker po njej dnevno potuje veliko število tovornih vlakov iz Luke Koper, zgolj po enem tiru, je zlasti v zadnjih letih proga zasičena, saj ni bila zgrajena za današnji promet in tako velike osne obremenitve. Zavoljo povečanja prepustnosti poteka izgradnja drugega tira med Divačo in Koprom, ki bo potekal po novi trasi severno od obstoječega tira.

## Spremembe na progi

### Deviacija že obstoječe proge
Trasa drugega tira železniške proge Divača–Koper, bo v bližini Divače presekala traso železniške proge Divača-Koper, zato je bilo potrebno že obstoječo progo prestaviti. Deviacija oz. prestavitev je bila izvedena avgusta 2023, z zgraditvijo 900 metrov nove proge, vključno s tiri in kretnicami, vodi za električno vleko in signalno varnostnimi ter komunikacijskimi napravami.

### Izvlečni tir
Z namenom omilitve ozkega grla na območju Bivja je bil na železniški progi Divača–Koper vzporedno z obstoječim tirom zgrajen nov t.i. izvlečni tir, med območjem Tovorne železniške postaje Koper in območjem elektronapajalne postaje ENP Dekani, ki je dolg 1,2 km. Z izgradnjo tega tira v letu 2018 in kasnejšo obnovo obstoječega, se je na tem delu povečala kapaciteta proge in omogočeno je fleksibilnejše vodenje vlakov. Izvlečni tir hkrati prestavlja prvi del novozgrajenega drugega tira železniške proge Divača–Koper, saj se bo nanj pri ENP Dekani priključila nova proga. Leto kasneje je bil uveden evropski sistem za nadzor vlakov ETCS.